# سنتا آنا (تگزاس)
سنتا آنا، تگزاس(به انگلیسی: Santa Anna, Texas) شهری در ایالت تگزاس از ایالات جنوبی ایالات متحده آمریکا است.